# SL Access

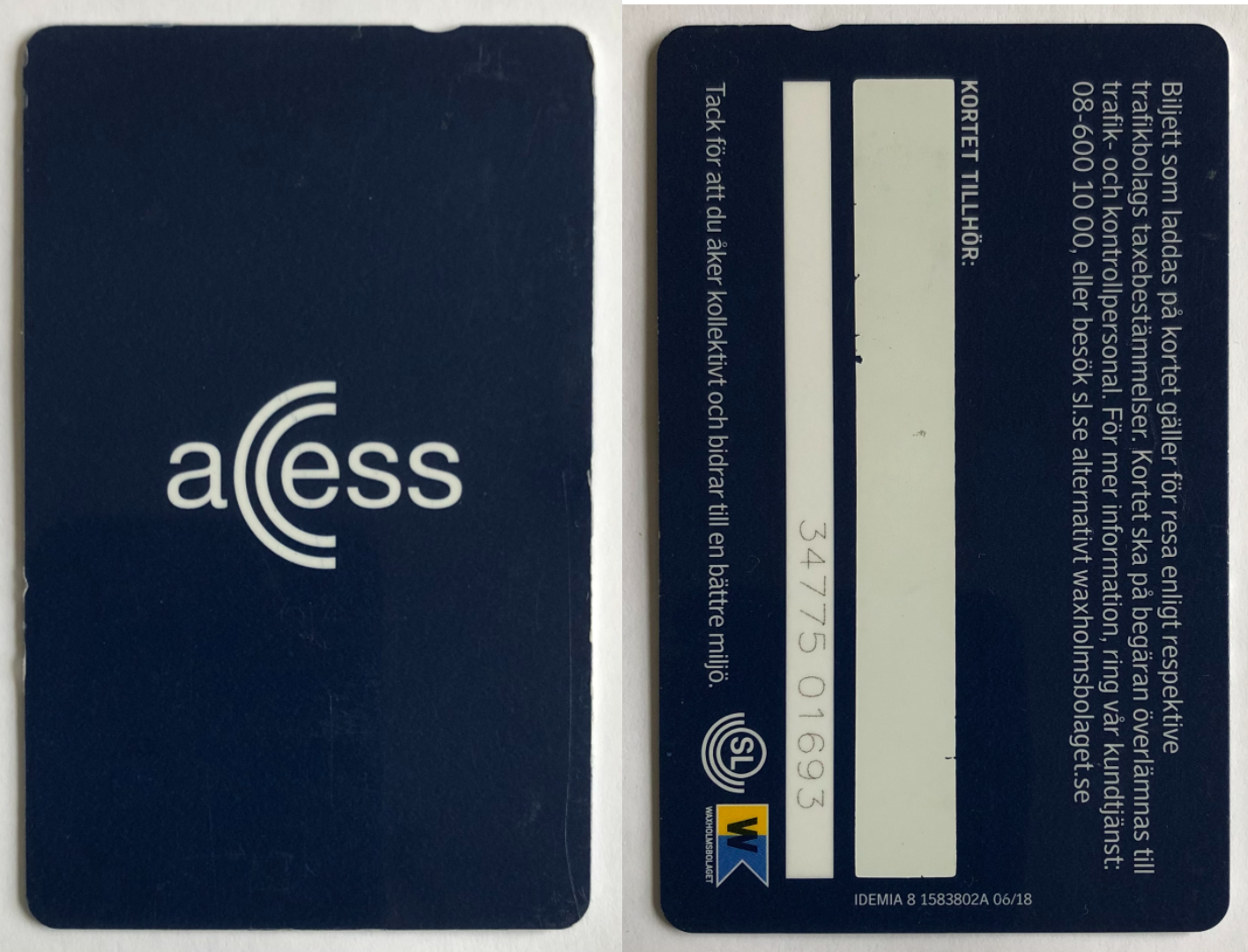
Fram och baksidan på ett SL Access-kort.

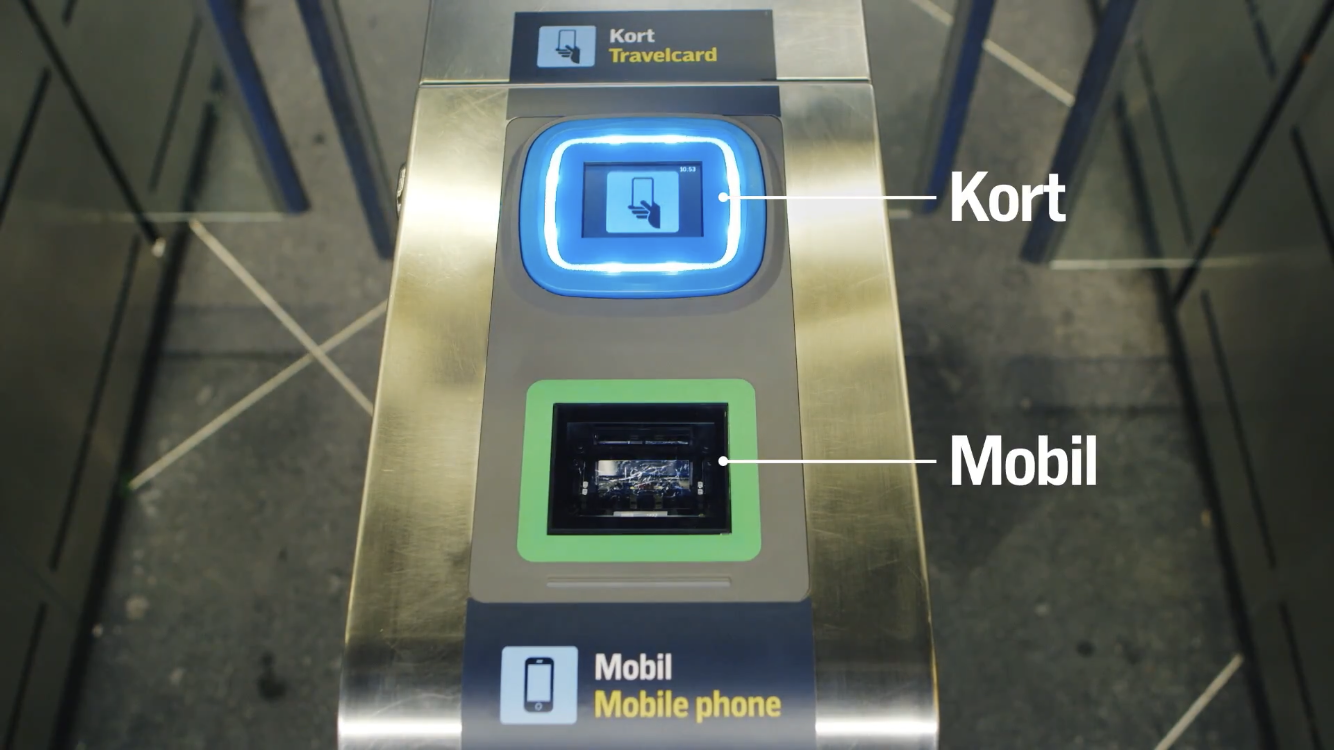
SL Access kortläsare och en mobilläsare på en SL-spärr.

SL Access var mellan 2010 och mars  2023 ett biljettsystem för Storstockholms Lokaltrafik. Systemet använde sig av elektroniska biljetter som laddades på kontaktlösa kort. Korten kunde avläsas på några centimeters avstånd och kan på så vis ligga kvar i till exempel plånboken. Varje kort hade ett unikt nummer och kunde därför spärras om man skulle ha tappat bort sitt kort.
Systemet bestod av resenärernas och operatörernas smarta kort, en så kallad frontoffice-utrustning som kommunicerar med korten samt ett centralsystem. Det fanns fem olika typer av frontoffice-utrustning som användes för SL Access:
- Biljettmaskiner som användes av ombud, SL Center och i spärrkiosker.
- Bussutrustning som satt monterad i alla SL:s bussar.
- SL Access-automater där resenärer kunde kontrollera innehållet på sitt kort och där man kunde köpa biljetter.
- En modul som var monterad i alla automatspärrar i pendel- och tunnelbanetrafiken.
- Bärbar biljettmaskin som användes av konduktörer och biljettkontrollpersonal.

Olika typer av händelser som sker mellan korten och frontoffice-utrustningen som till exempel försäljning, återköp och validering utgjorde så kallade transaktioner som kommunicerades till centralsystemet. Där lagrades all transaktionsdata i stora databaser för en tid. Transaktionsdata användes främst för att skapa fakturor som skickas till ombud och andra aktörer som säljer biljetter. Transaktionsdata användes även för redovisning.
1 september 2008 började de första resenärerna att använda sig av SL Access-kortet. Först ut var SL:s säsongsbiljett för de som köpte kortet via Internet. 15 november 2008 utökades försäljningen till 30-dagarsbiljetter och inköpsställena utökades till SL Center. 1 maj 2009 togs försäljningsautomater vid tunnelbane- och pendeltågsstationer i bruk och samtliga periodbiljetter kunde laddas på SL Access-kort. Under 2009 startade försäljning också i spärrkioskerna i pendeltågstrafiken och under våren 2010 rullades systemet ut till SL:s försäljningsombud och tunnelbanans spärrkiosker. Från och med 16 april 2010 har SL Access ersatt alla typer av biljetter som tidigare fanns på magnetkorten, med undantag från 1- och 3-dygnskorten och UL/SL-korten.

## Reskassa
Förutom periodbiljetter (från 1 dygn till årsbiljett) kunde ett SL Access-kort även laddas med reskassa. Det är pengar som fylls på kortet via ombud, SL Center, spärrexpeditörer, SL Access-automat eller online. Kortet kunde laddas med valfritt belopp mellan 100 och 1 000 kronor och ett kort kunde maximalt ha 1 500 kronor på sig. Pengarna låg alltid kvar på kortet efter en påladdning. 
För att använda reskassa behövde resenären ange vilken priskategori kortet ska vara inställt på. Detta gjordes vid första påladdningen och kunde även justeras i efterhand efter behov. Priskategorin var antingen rabatterat pris, om den resande är mellan 7 och 19 år eller över 65 år, samt helt pris om den resande är över 20 men under 65 år. Rabatterat pris gäller även om det finns sjukintyg från Försäkringskassan eller om resenären studerar minst 75%.

## Teknik
Systemet var inköpt från Vix Technology (Engelska wikipedia), samma leverantör som skapat biljettsystemen i bland annat Göteborg, Hongkong och Washington, D.C.. ERG står bakom Octopus card (Engelska wikipedia), ett smart kort som 1994 utvecklades för Hongkongs metro. Korten använder 4 kilobyte MIFARE Classic RFID taggar.

## Avveckling
Under 2022 började SL successivt att ersätta SL Access med andra sätt att sälja biljetter, däribland betalkort, SL:s egna "gröna" kort och SL:s egen app. Den 31 mars 2023 upphörde möjligheten att använda SL Access. Utbetalning från reskassan kan göras i 10 år.